# جسر بنات يعقوب (رواية)
جسر بنات يعقوب هي رواية للكاتب الفلسطيني حسن حميد نشرت سنة 1999. وحازت الرواية على جائزة نجيب محفوظ للرواية في ذات السنة التي نشرت فيها. كما صنفت ضمن قائمة أفضل مائة رواية عربية. وهي من أهم الروايات التي ناقشت معاناة الشعب الفلسطيني.

## ملخص الرواية
تروى جسر بنات يعقوب حكاية رجل يهودى هاجر في القرن الثالث عشر ميلادى من بلاد الشمال إلى فلسطين مع بناته الثلاثة فسكنوا شمال غرب بحيرة طبريا وعمل حارساً للجسر، الذي عرف فيما بعد بجسر بنات يعقوب على نهر الأردن محددا لذاته هدفا في السيطرة على الجسر وفرض الضرائب على المارين مستخدماً بناته في تحقيق أطماعه بكل الوسائل المشروعة والممنوعة.
وتدور أحداث الرواية على الجسر وفي دير الراهبات وقرية الشماصنة التي كان أهلها يتكلمون الآرامية منذ عصور قديمة لتوضح في إسقاط دلالى أطماع الصهيونية في أرض فلسطين عموما وفي منطقة طبريا ووادي الأردن تحديدا لما لها من أهمية.
وفي منتصف أول ليلة لهم في قرية الشماصنة انتاب يعقوب بكاء ونحيب بسبب امر ربه له بتضحية ابنته الوسطى ليبارك له مقامه فخافت الفتيات ورفضن التخلي عن اختهن وقد اصرن على ابيهن باتخاذ اضحية بديلة فاخذ يعقوب حماره وضحى به فداء لابنته.
ويلتقي يعقوب بصديقه سليمان الغني ويعرض عليه فكرة بناء خان بالقرب من الجسر فأيده سليمان وقاموا باستغلال كل من يمر عبر الجسر استغلالا ماديا ليصبحوا اغنياء البلدة وليضمن يعقوب ابدية شراكته مع زميله قام بتزويجه ابنته جوديت  وكان مستغلا بناته لتحقيق مطالبه بجميع الوسائل المتاحة والمرفوضة ولكن في نهاية المطاف استولى الهم والغم على حياة الاخوات وقلت رغبتهن بالعيش ومن ثم عادت القرية كما كانت سابقا وكأن شيئا لم يكن.
فيبين حميد في الرواية أن انشغال أصحاب الحق بأى طمع أو رغبة آنيين سوف يؤدى إلى خسارة فادحة على المدى البعيد وهذا ما وجدناه في الضرر البالغ الذي لحق بالرجال الذين تورطوا بعلاقات غرامية مع بنات يعقوب.

## الطابع الوطني
رواية جسر بنات يعقوب تستعيد بتفاصيلها وشخوصها قصةً تاريخية عن مأساة فلسطين وكثرة الراغبين فيها عبر العصور، فربما يمثِّل الجسر فلسطين، في حين أنَّنا نرى في يعقوب وبناته الصهاينة الطامعين بالأراضي، أمَّا سليمان فيرمز إلى بريطانيا التي منحت لهم وعد بلفور، وربما كانت العجوز التي ترغم الناس على مساعدة يعقوب وبناته تلميحًا لأمريكا أو اللوبي الصهيوني الداعم لنشأة هذا الكيان.

## المكان
تروى أحداث رواية جسر بنات يعقوب على الجسر في قرية الشماصنة التي كان أهلها متحدثي اللغة الآرامية منذ القدم. ولتوضح  رغبات الصهيونية في أرض فلسطين عموما وفي منطقة طبريا ووادي الأردن تحديدا لما لها من أهمية.

## الزمان
دارت أحداث الرواية في القرن الثالث عشر الميلادي، إذ إن الراوي قد اختار زمناً بعيداً لأحداث روايته، ليعبر عن: ان قرية الشماصنة الواقعة قرب بحيرة طبريا متجذرة في عمق تاريخي وبُعد زمني، وأنَّ الشماصنة هي رمز حي لفلسطين.

## نقد وتحليل
ودقائق وصف المكان هي إحدي أهم مميزات حسن حميد في هذه الرواية عل الأقل، فهو ينطق الشجر والحجر والشوك والهواء والملابس، «كان حفيف سراويلهم مسموعاً، وصوت تلاهث زفيرهم واضحاً، ودهس أقدامهم للأشواك ضاجاً وموحشاً، فقد كانت خطواتهم سريعة وواسعة، وكانت الأشواك والنباتات اليابسة تغطي مساحة من الأرض الشاسعة الممتدة حولهم، الأمر الذي جعل سليمان عطارة يقول ليعقوب: بلادنا جميلة، ستراها في الأيام القادمة» صفحة 150، ويجب أن لا يغيب عن بالنا أهمية وقوع جسر بنات يعقوب بالقرب من موقعة حطين، ومن موقع التقاء نهر اليرموك بنهر الأردن، ومن موقع مدينة طبريا التاريخية.
وننوه إلى أن حسن حميد استعمل الكلمات المحكية وربما العامية في مواقع كثيرة من الرواية، وقد يبدو فهم ما أراده صعباً على غير أهل الشام وفلسطين، مثل (بلعوا ألسنتهم) ص 69 ومثل مفردة (لايطة) وتعني منزوية أو شبه مختبئة صفحة 116، و (إسوارة) بدلا من إسورة أو سوار، وكذلك (ودعيني يا بنتي، واشبعي من رؤيتي) فالمفروض أن تكون يا إبنتي، صفحة 32 ثم الاستجداء من الآخر لأن يشبع من رؤيته هو كلام محلي لو ترجم إلى لغة أجنبية أسيء فهمه.
أما الأسلوب الجديد الذي أدخله حسن حميد على نمط الرواية المحدّثة فهي كثرة استعمال الحواشي والتذييلات والاعترافات في عناوين منفصلة، لتؤكد للقارئ مرة أخرى تركيز الكاتب على المواضيع التي يريدها أن ترسخ في أذهاننا حتى يشتد تواصلنا معه، وتكون أساساً صلباً لتحمل صدمة النهايات، وربما أراد مثل تلك العناوين الفرعية لفت نظر القارئ لإبقائه ماسكاً بحبل القص والمتابعة بعيداً عن الملل بسبب الإطالة التي كان يلجأ كاتبنا حميد إليها، وفي أماكن عدة من الرواية. ثم إن تلك العناوين الفرعية تشكل أعمدة قوة لتماسك روايته التي أرادها حسن حميد معقدة وفي نفس الوقت جاذبة، تلك التفاصيل الكثيرة المنفصلة عن تتابع الفصول العادية ستكون عوناً لكل منتج أو مخرج سينمائي أو مسرحي أن يجسد القصة دون عناء، فعمد حميد إلى تيسير الأمر ليجد كل ما يلزمه لإظهار عمل فني كامل غير منقوص.
وتمكن الكاتب حميد من وضع العاطفة التي أخذت اتجاها وطنيا في الرواية في سياقها الصحيح دون قسر أو إلزام فكانت مدهشة في ظهورها لا سيما عندما صور حميد حالة التآمر الخفى بين يعقوب وسليمان عطارة عندما أرادا تنفيذ مخططاتهما في السيطرة على موارد المنطقة فقدما المزيد من التنازلات عن الأخلاق والمروءة وتحولت بنات يعقوب إلى عاهرات دون أي رادع إنسانى.